# Bezirk Utena
Der Bezirk Utena (deutsch Bezirk Utenen) ist einer der zehn Verwaltungsbezirke, die ab 1994  die oberste Stufe der Verwaltungseinteilung Litauens bilden.
Zentrum des Gebiets ist die Stadt Utena. Das Gebiet des ehemaligen Bezirks besitzt die meisten Seen Litauens. Er entspricht dem Nordteil der historischen Landschaft Oberlitauen.

## Verwaltungsgliederung
Der Bezirk Utena ist in sechs Gemeinden (savivaldybės) unterteilt, die weit größer gefasst sind als in Deutschland und eher kleineren deutschen „Landkreisen“ entsprechen. Im Bezirk Utena gibt es eine Gemeinde und fünf Rajongemeinden (rajono savivaldybės), die aus kleineren Städten und Dörfern bestehen: (Einwohner am 1. Januar 2006)

### Gemeinde
- Visaginas (28.619)

### Rajongemeinden
- Utena (48.622)
- Anykščiai (33.115)
- Ignalina (21.108)
- Molėtai (23.871)
- Zarasai (21.365)

## Größte Orte
(Stand: Volkszählung 2001)
| Gemeinde  | Einwohner |
| --------- | --------- |
| Utena     | 33.860    |
| Visaginas | 29.554    |
| Anykščiai | 11.958    |
| Zarasai   | 8.365     |
| Molėtai   | 7.221     |
| Ignalina  | 6.591     |
| Dūkštas   | 1.070     |